# تیم ملی فوتسال مصر
تیم ملی فوتسال مصر نماینده مصر در مسابقات بین‌المللی فوتسال و یکی از تیم‌های فوتسال آفریقایی است.